# دلقک و اتومبیل
دلقک و اتومبیل (انگلیسی: The Clown and Automobile) فیلمی در ژانر صامت به کارگردانی ژرژ ملی‌یس است که در سال ۱۸۹۹ منتشر شد.